# Галерина болотная
Галери́на боло́тная (лат. Galerína paludósa) — вид грибов, входящий в род Галерина (Galerina) семейства Строфариевые (Strophariaceae).
Синонимы:
- Agaricus paludosus Fr., 1838basionym
- Agrocybe elatella (P. Karst.) Vesterh., 1989
- Galera paludosa (Fr.) P. Kumm., 1871
- Galerula paludosa (Fr.) A.H. Sm., 1935
- Hebeloma elatellum (P. Karst.) Sacc., 1887
- Hydrocybe paludosa (Fr.) M.M. Moser, 1953
- Pholiota paludosa (Fr.) Pat., 1887
- Roumeguerites elatellus P. Karst., 1882
- Tubaria paludosa (Fr.) P. Karst., 1879

## Описание

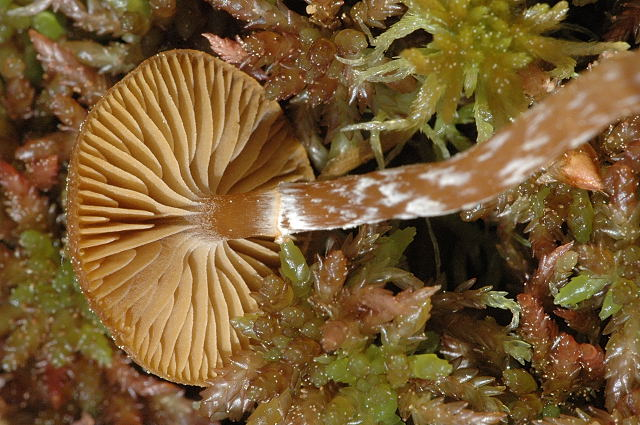

- Шляпка 1—3 см в диаметре, в молодом возрасте конической или выпуклой формы, затем раскрывающаяся до колокольчатой, широко-выпуклой и почти плоской, в центре с острым бугорком, гигрофанная, гладкая. Поверхность шляпки окрашена в охристо-бурые или бурые тона, с возрастом выцветающая до тёмно-жёлтой, у молодых грибов покрытая беловатыми волоконцами — остатками покрывала.
- Мякоть тонкая, ломкая, одного цвета с поверхностью шляпки, без особого вкуса и запаха.
- Гименофор пластинчатый, пластинки частые или довольно редкие, приросшие к ножке или с нисходящим на неё зубцом, у молодых грибов светло-коричневого цвета, с возрастом темнеют до охристо-бурых, с более светлыми краями.
- Ножка 5—20 см длиной и 0,1—0,4 см толщиной, ровная, охристая, в нижней части обычно с беловатыми зонами — остатками покрывала. Кольцо располагается в верхней части ножки, окрашено в белый цвет.
- Споры 8—11×5—8 мкм, широкояйцевидной формы, с порой прорастания. Базидии четырёхспоровые. Хейлоцистиды многочисленные, веретеновидной формы, 25—45×6—12 мкм. Плевроцистиды отсутствуют. Гифы с пряжками, 8—15 мкм толщиной. Кутикула шляпки отсутствует.
- Галерина болотная считается ядовитым грибом.

## Ареал и экология
Галерина болотная широко распространена в Европе и Северной Америке. Произрастает на болотах во мху Sphagnum.

## Сходные виды
- Galerina tibiicystis (G.F. Atk.) Kühner, 1935 отличается отсутствием покрывала, формой хейлоцистид и спор.